# I Had Too Much to Dream (Last Night)
| Recensione              | Giudizio        |
| ----------------------- | --------------- |
| AllMusic                | [ 2 ]           |
| Sputnikmusic            | 3.8 (Excellent) |
| Dizionario del Pop-Rock | [ 4 ]           |

I Had Too Much to Dream (Last Night) (a volte è riportato in alcune discografie con il titolo The Electric Prunes) è il primo album del gruppo di rock psichedelico californiano degli The Electric Prunes, pubblicato dalla Reprise Records nell'aprile del 1967.

## Tracce
Lato A
1. I Had Too Much to Dream (Last Night) – 2:55 (Annette Tucker, Nancy Mantz)
2. Bangles – 2:27 (John Richard Walsh)
3. Onie – 2:43 (Annette Tucker, Nancy Mantz)
4. Are You Lovin' Me More (But Enjoying It Less) – 2:21 (Annette Tucker, Nancy Mantz)
5. Train for Tomorrow – 3:00 (James Weasel Spagnola, Ken Williams, Mark Tulin, Preston Ritter, Thaddeus James Lowe)
6. Sold to the Highest Bidder – 2:16 (Annette Tucker, Nancy Mantz)

Lato B
1. Get Me to the World on Time – 2:30 (Annette Tucker, Jill Jones)
2. About a Quarter to Nine – 2:07 (Al Dubin, Harry Warren)
3. The King Is in the Counting House – 2:00 (Annette Tucker, Nancy Mantz)
4. Luvin' – 2:03 (Mark Tulin, Thaddeus James Lowe)
5. Try Me on for Size – 2:19 (Annette Tucker, Jill Jones)
6. Tunerville Trolley – 2:34 (Annette Tucker, Nancy Mantz)

Edizione CD del 2000, pubblicato dalla Rhino Records R2 7520
1. I Had Too Much to Dream (Last Night) – 2:59 (Annette Tucker, Nancy Mantz)
2. Bangles – 2:29 (John Richard Walsh)
3. Onie – 2:43 (Annette Tucker, Nancy Mantz)
4. Are You Lovin' Me More (But Enjoying It Less) – 2:25 (Annette Tucker, Nancy Mantz)
5. Train for Tomorrow – 3:02 (James Weasel Spagnola, Ken Williams, Mark Tulin, Preston Ritter, Thaddeus James Lowe)
6. Sold to the Highest Bidder – 2:23 (Annette Tucker, Nancy Mantz)
7. Get Me to the World on Time – 2:33 (Annette Tucker, Jill Jones)
8. About a Quarter to Nine – 2:13 (Al Dubin, Harry Warren)
9. The King Is in the Counting House – 2:02 (Annette Tucker, Nancy Mantz)
10. Luvin – 2:05 (Mark Tulin, Thaddeus James Lowe)
11. Try Me on for Size – 2:22 (Annette Tucker, Jill Jones)
12. Tunerville Trolley – 2:34 (Annette Tucker, Nancy Mantz)
13. Ain't It Hard – 2:14 (Roger Tillison, Terrye Tillison) – Bonus Track - A-side of Reprise single RS 0473
14. Little Oliver – 2:40 (Thaddeus James Lowe) – Bonus Track - B-side of Reprise single RS 0473

## Musicisti
- Jim Lowe - voce solista (eccetto: Onie e Are You Lovin' Me More (But Enjoying It Less))
- Jim Lowe - autoharp, chitarra ritmica, tamburello
- Weasel (James Weasel Spagnola) - voce solista (solo nei brani: Onie e Are You Lovin' Me More (But Enjoying It Less))
- Weasel (James Weasel Spagnola) - chitarra ritmica
- Ken Williams - chitarra solista
- Mark Tulin - basso, pianoforte, organo
- Preston Ritter - batteria, percussioni

Note aggiuntive
- Dave Hassinger - produttore
- Registrazioni effettuate al American Recording Co. ed al Power House di North Hollywood, California
- Richie Podolor - capo ingegnere delle registrazioni
- Bill Cooper - assistente ingegnere delle registrazioni
- Barbara Harris - initial spark
- Jane McCowan - fotografia copertina album
- Stain Leon - illustrazione album
- Ed Thrasher - art direction
- Perry Botkin, Jr. - arrangiamenti strumenti ad arco e strumenti a fiato[7]